# 玉溪西站
玉溪西站（原名玉溪站），位于中华人民共和国云南省玉溪市红塔区，是昆玉铁路上的火车站，建于1993年，由昆明铁路局管辖，2016年12月15日起不再办理客运业务。

## 車站周邊
- 鸿源之星酒店
- 昆磨高速公路
- 中国工商银行珊瑚分理处
- 郑井小学
- 玉溪市农业科学院
- 中国邮政储蓄银行红塔区支行
- 玉溪博物馆
- 聂耳公园

## 歷史
- 建于1993年。
- 2016年12月1日更名为玉溪西站，新建玉溪西站更名为玉溪站。
- 2016年12月15日，老昆玉线的旅客列车转往新建的昆玉河线，从而取消在本站的停靠以及昆阳-玉溪南间加挂柴油机车的安排。[5]